# Клопоти-Патри
Клопоти-Патри (пол. Kłopoty-Patry) — село в Польщі, у гміні Сім'ятичі Сім'ятицького повіту Підляського воєводства.
Населення — 126 осіб (2011).
У 1975-1998 роках село належало до Білостоцького воєводства.

## Демографія
Демографічна структура станом на 31 березня 2011 року:
|          | Загалом | Допрацездатний вік | Працездатний вік | Постпрацездатний вік |
| -------- | ------- | ------------------ | ---------------- | -------------------- |
| Чоловіки | 66      | 14                 | 37               | 15                   |
| Жінки    | 60      | 18                 | 28               | 14                   |
| Разом    | 126     | 32                 | 65               | 29                   |